# 能美郡
能美郡（日语：／ Nomi gun */?）為位於日本石川縣南部的郡。
目前僅轄有以下一町：
- 川北町

在1879年實施郡區町村編制法時的轄區還包括現在的能美市全部區域、小松市大部分區域，以及白山市南部手取川及尾添川以南的地區。

## 历史
過去在令制國時代屬於加賀國，最初屬於越前國江沼郡的一部分，直到9世紀後才被歸入新設的加賀國，並被分出設立為能美郡。
16世紀末期的加賀一向一揆期間，本願寺門徒一度在此建立小松城作為對抗織田信長的據點，在織田信長家臣柴田勝家平定此地進行檢地期間，將位於能美郡南部位於白山山麓被稱為白山麓18村的區域中，除了尾添村、荒谷村以外的16個村改劃入越前國大野郡。不過這白山麓18村後來在江戶時代也成為領有能美郡的加賀藩與領有大野郡的福井藩之間領地爭議地區；1668年，白山麓18村再度被歸回能美郡，但改劃為幕府直屬領地。
在江戶時代結束前，能美郡內除了位於南部的白山麓18村為幕府直屬領外，大部分地方都是加賀藩的領地，僅西部部分區域屬於加賀藩的支藩大聖寺藩。
19世紀末明治維新期間屬於幕府領地的白山麓18村被劃入本保縣，實施廢藩置縣後原屬加賀藩和大聖寺藩的區域則改設為金澤縣和大聖寺縣，在1871年的第一次府縣整併後大聖寺縣被併入金澤縣，本保縣則被併入福井縣，當時的福井縣在1872年旋即更名為足羽縣，金澤縣也在同一年更名為石川縣，但白山麓18村的歸屬也再度在兩縣之間成為爭議，因此在同年底白山麓18村改被劃入石川縣。
1878年石川縣實施郡區町村編製法時，正式設置近代的行政區劃「能美郡」，郡役所設在小松町（位於現在的小松市）。

### 沿革

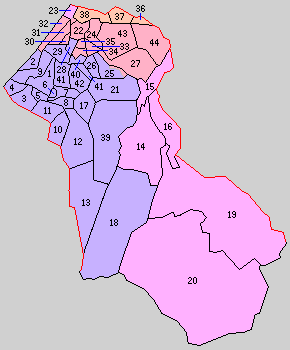
1889年能美郡轄下的行政區劃：
1.小松町、2.安宅町、3.串村、4.末佐美村、5.今江村、6.本折村、7.淺井村、8.蓮江村、9.牧村、10.粟津村、11.木津村、12.瀨谷村、13.大杉村、14.別宮村、15.河野村、16.吉原村、17.金野村、18.新丸村、19.尾口村、20.白峰村、21.中海村、22.粟生村、23.湊村、24.久常村、25.里川村、26.古河村、27.國造村、28.高田村、29.田川村、30.福江村、31.江之島村、32.釜屋村、33.湯野村、34.長野村、35.寺井村、36.中島村、37.草深村、38.砂川村、39.西尾村、40.千針村、41.白木村、42.沖杉村、43.山口村、44.宮內村
（紫色：現屬小松市、桃色：現屬白山市、紅色：現屬能美市、橙色：現屬川北町）

- 1889年4月1日：實施町村制，能美郡下設：小松町（日语：小松町 (石川県)）、安宅町（日语：安宅町）、串村（日语：串村 (石川県)）、末佐美村（日语：末佐美村）、今江村（日语：今江村）、本折村（日语：本折村）、淺井村（日语：浅井村 (石川県)）、蓮江村（日语：蓮江村）、牧村（日语：牧村 (石川県)）、粟津村（日语：粟津村 (石川県)）、木津村（日语：木津村 (石川県)）、瀨谷村（日语：瀬谷村 (石川県)）、大杉村（日语：大杉村 (石川県)）、別宮村（日语：別宮村）、河野村（日语：河野村 (石川県)）、吉原村（日语：吉原村 (石川県)）、金野村（日语：金野村）、新丸村（日语：新丸村）、尾口村（日语：尾口村）、白峰村（日语：白峰村）、中海村（日语：中海村）、粟生村（日语：粟生村）、湊村（日语：湊村 (石川県)）、久常村（日语：久常村）、里川村（日语：里川村）、古河村（日语：古河村）、國造村（日语：国造村）、高田村（日语：高田村 (石川県)）、田川村（日语：田川村 (石川県)）、福江村（日语：福江村 (石川県)）、江之島村（日语：江ノ島村）、釜屋村（日语：釜屋村 (石川県)）、湯野村（日语：湯野村 (石川県)）、長野村（日语：長野村 (石川県)）、寺井村（日语：寺井村）、中島村（日语：中島村 (石川県能美郡)）、草深村（日语：草深村 (石川県)）、砂川村（日语：砂川村）、西尾村（日语：西尾村 (石川県)）、千針村（日语：千針村）、白木村（日语：園江村）、沖杉村（日语：沖杉村）、山口村（日语：山口村 (石川県)）、宮內村（日语：宮内村 (石川県)）。（2町42村）
- 1891年7月1日：實施郡制（日语：郡制），郡役所設於小松町。
- 1891年11月21日：（2町43村）
  - 粟生村的部分地區與湊村的部分地區合併設立為吉田村（日语：吉田村 (石川県)）。[6]
  - 白木村的佐佐木地區被併入沖杉村，同時白木村更名為園江村（日语：園江村）。
  - 牧村的根上地區被併入江之島村。[6]
- 1907年8月5日：（2町23村）
  - 湯野村、長野村、寺井村合併為寺井野村（日语：寺井野町）。[6]
  - 福江村、江之島村、釜屋村合併為根上村（日语：根上町）。[6]
  - 串村、末佐美村、今江村合併為御幸村（日语：御幸村 (石川県)）。
  - 本折村、淺井村、蓮江村合併為苗代村（日语：苗代村）。
  - 木津村、粟津村合併為新設立的粟津村（日语：粟津村）。
  - 瀬谷村、大杉村合併為大杉谷村（日语：大杉谷村 (石川県)）。
  - 別宮村、河野村、吉原村合併為鳥越村（日语：鳥越村）。[7]
  - 里川村、古河村、國造村合併為國府村（日语：国府村 (石川県)）。[6]
  - 高田村、田川村和千針村的部分地區合併為合併為板津村（日语：板津村 (石川県)）。
  - 園江村、沖杉村和千針村的其餘地區合併為白江村（日语：白江村 (石川県)）。
  - 中島村、草深村、砂川村合併為川北村。
  - 山口村、宮內村合併為山上村（日语：山上村 (石川県)）。[6]
- 1923年4月1日：廢除郡會和郡參事會。
- 1926年6月1日：寺井野村改制為寺井野町（日语：寺井野町）。[6]（3町22村）
- 1926年7月1日：廢除郡役所，此後郡不再作為行政區劃，只作為地名的表示。
- 1934年4月1日：根上村改制為根上町（日语：根上町）。[6]（4町21村）
- 1940年12月1日：小松町、安宅町、牧村、板津村、白江村、苗代村、御幸村、粟津村合併為小松市[8]，同時脫離能美郡。（2町15村）
- 1949年6月1日：白峰村、尾口村、鳥越村改隸屬石川郡。（2町12村）
- 1954年11月1日：湊村和石川郡美川町、蝶屋村（日语：蝶屋村）合併為新設立的美川町（日语：美川町 (石川県)）[7]，屬石川郡。（2町11村）
- 1955年4月1日：中海村被併入小松市。[8]（2町10村）
- 1956年9月30日：（3町1村）
  - 寺井野町、粟生村、吉田村的部分地區和久常村的部分地區合併為寺井町（日语：寺井町）。[6]
  - 吉田村的其餘地區被併入根上町。[6]
  - 山上村、久常村的其餘地區和國府村的部分地區合併為辰口町（日语：辰口町）。[6]
  - 金野村、西尾村、新丸村、大杉谷村和國府村的其餘地區一同被併入小松市。[8]
- 1980年4月1日：川北村改制為川北町。[9]（4町）
- 2005年2月1日：根上町、寺井町、辰口町合併為能美市[6]，同時脫離能美郡。（1町）

### 變遷表
| 1889年4月1日               | 1889年 - 1912年             | 1889年 - 1912年             | 1912年 - 1944年             | 1945年 - 1954年                  | 1955年 - 1989年                  | 1989年 - 現在             | 現在                      |
| -------------------------- | --------------------------- | --------------------------- | --------------------------- | -------------------------------- | -------------------------------- | ------------------------- | ------------------------- |
| 小松町                     | 小松町                      | 小松町                      | 1940年12月1日 合併為小松市  | 1940年12月1日 合併為小松市       | 1940年12月1日 合併為小松市       | 小松市                    | 小松市                    |
| 安宅町                     |                             |                             | 1940年12月1日 合併為小松市  | 1940年12月1日 合併為小松市       | 1940年12月1日 合併為小松市       | 小松市                    | 小松市                    |
| 串村                       | 串村                        | 1907年8月5日 合併為御幸村   | 1940年12月1日 合併為小松市  | 1940年12月1日 合併為小松市       | 1940年12月1日 合併為小松市       | 小松市                    | 小松市                    |
| 末佐美村                   |                             | 1907年8月5日 合併為御幸村   | 1940年12月1日 合併為小松市  | 1940年12月1日 合併為小松市       | 1940年12月1日 合併為小松市       | 小松市                    | 小松市                    |
| 今江村                     |                             | 1907年8月5日 合併為御幸村   | 1940年12月1日 合併為小松市  | 1940年12月1日 合併為小松市       | 1940年12月1日 合併為小松市       | 小松市                    | 小松市                    |
| 本折村                     | 本折村                      | 1907年8月5日 合併為苗代村   | 1940年12月1日 合併為小松市  | 1940年12月1日 合併為小松市       | 1940年12月1日 合併為小松市       | 小松市                    | 小松市                    |
| 淺井村                     |                             | 1907年8月5日 合併為苗代村   | 1940年12月1日 合併為小松市  | 1940年12月1日 合併為小松市       | 1940年12月1日 合併為小松市       | 小松市                    | 小松市                    |
| 蓮江村                     |                             | 1907年8月5日 合併為苗代村   | 1940年12月1日 合併為小松市  | 1940年12月1日 合併為小松市       | 1940年12月1日 合併為小松市       | 小松市                    | 小松市                    |
| 牧村                       |                             |                             | 1940年12月1日 合併為小松市  | 1940年12月1日 合併為小松市       | 1940年12月1日 合併為小松市       | 小松市                    | 小松市                    |
| 粟津村                     | 粟津村                      | 1907年8月5日 合併為粟津村   | 1940年12月1日 合併為小松市  | 1940年12月1日 合併為小松市       | 1940年12月1日 合併為小松市       | 小松市                    | 小松市                    |
| 木津村                     |                             | 1907年8月5日 合併為粟津村   | 1940年12月1日 合併為小松市  | 1940年12月1日 合併為小松市       | 1940年12月1日 合併為小松市       | 小松市                    | 小松市                    |
| 高田村                     | 高田村                      | 1907年8月5日 合併為板津村   | 1940年12月1日 合併為小松市  | 1940年12月1日 合併為小松市       | 1940年12月1日 合併為小松市       | 小松市                    | 小松市                    |
| 田川村                     |                             | 1907年8月5日 合併為板津村   | 1940年12月1日 合併為小松市  | 1940年12月1日 合併為小松市       | 1940年12月1日 合併為小松市       | 小松市                    | 小松市                    |
| 千針村                     |                             | 1907年8月5日 合併為板津村   | 1940年12月1日 合併為小松市  | 1940年12月1日 合併為小松市       | 1940年12月1日 合併為小松市       | 小松市                    | 小松市                    |
| 1907年8月5日 合併為白江村  |                             |                             | 1940年12月1日 合併為小松市  | 1940年12月1日 合併為小松市       | 1940年12月1日 合併為小松市       | 小松市                    | 小松市                    |
| 白木村                     | 1891年11月21日 更名為園江村 |                             | 1940年12月1日 合併為小松市  | 1940年12月1日 合併為小松市       | 1940年12月1日 合併為小松市       | 小松市                    | 小松市                    |
| 白木村                     | 1891年11月21日 併入沖杉村   |                             | 1940年12月1日 合併為小松市  | 1940年12月1日 合併為小松市       | 1940年12月1日 合併為小松市       | 小松市                    | 小松市                    |
| 沖杉村                     |                             |                             | 1940年12月1日 合併為小松市  | 1940年12月1日 合併為小松市       | 1940年12月1日 合併為小松市       | 小松市                    | 小松市                    |
| 中海村                     | 中海村                      | 中海村                      | 中海村                      | 中海村                           | 1955年4月1日 併入小松市          | 小松市                    | 小松市                    |
| 瀨谷村                     | 瀨谷村                      | 1907年8月5日 合併為大杉谷村 | 1907年8月5日 合併為大杉谷村 | 1907年8月5日 合併為大杉谷村      | 1956年9月30日 併入小松市         | 小松市                    | 小松市                    |
| 大杉村                     |                             | 1907年8月5日 合併為大杉谷村 | 1907年8月5日 合併為大杉谷村 | 1907年8月5日 合併為大杉谷村      | 1956年9月30日 併入小松市         | 小松市                    | 小松市                    |
| 金野村                     |                             |                             |                             |                                  | 1956年9月30日 併入小松市         | 小松市                    | 小松市                    |
| 新丸村                     |                             |                             |                             |                                  | 1956年9月30日 併入小松市         | 小松市                    | 小松市                    |
| 西尾村                     |                             |                             |                             |                                  | 1956年9月30日 併入小松市         | 小松市                    | 小松市                    |
| 里川村                     | 里川村                      | 1907年8月5日 合併為國府村   | 1907年8月5日 合併為國府村   | 1907年8月5日 合併為國府村        | 1956年9月30日 併入小松市         | 小松市                    | 小松市                    |
| 古河村                     |                             | 1907年8月5日 合併為國府村   | 1907年8月5日 合併為國府村   | 1907年8月5日 合併為國府村        | 1956年9月30日 併入小松市         | 小松市                    | 小松市                    |
| 國造村                     | 國造村                      | 1907年8月5日 合併為國府村   | 1907年8月5日 合併為國府村   | 1907年8月5日 合併為國府村        | 1956年9月30日 合併為辰口町       | 2005年2月1日 合併為能美市 | 2005年2月1日 合併為能美市 |
| 山口村                     | 山口村                      | 1907年8月5日 合併為山上村   | 1907年8月5日 合併為山上村   | 1907年8月5日 合併為山上村        | 1956年9月30日 合併為辰口町       | 2005年2月1日 合併為能美市 | 2005年2月1日 合併為能美市 |
| 宮內村                     |                             | 1907年8月5日 合併為山上村   | 1907年8月5日 合併為山上村   | 1907年8月5日 合併為山上村        | 1956年9月30日 合併為辰口町       | 2005年2月1日 合併為能美市 | 2005年2月1日 合併為能美市 |
| 久常村                     |                             |                             |                             |                                  | 1956年9月30日 合併為辰口町       | 2005年2月1日 合併為能美市 | 2005年2月1日 合併為能美市 |
| 1956年9月30日 合併為寺井町 |                             |                             |                             |                                  |                                  | 2005年2月1日 合併為能美市 | 2005年2月1日 合併為能美市 |
| 湯野村                     | 湯野村                      | 1907年8月5日 合併為寺井野村 | 1926年6月1日 改制為寺井野町 | 1926年6月1日 改制為寺井野町      |                                  | 2005年2月1日 合併為能美市 | 2005年2月1日 合併為能美市 |
| 長野村                     |                             | 1907年8月5日 合併為寺井野村 | 1926年6月1日 改制為寺井野町 | 1926年6月1日 改制為寺井野町      |                                  | 2005年2月1日 合併為能美市 | 2005年2月1日 合併為能美市 |
| 寺井村                     |                             | 1907年8月5日 合併為寺井野村 | 1926年6月1日 改制為寺井野町 | 1926年6月1日 改制為寺井野町      |                                  | 2005年2月1日 合併為能美市 | 2005年2月1日 合併為能美市 |
| 粟生村                     | 粟生村                      | 粟生村                      | 粟生村                      | 粟生村                           |                                  | 2005年2月1日 合併為能美市 | 2005年2月1日 合併為能美市 |
| 粟生村                     | 1891年11月21日 合併為吉田村 |                             |                             |                                  |                                  | 2005年2月1日 合併為能美市 | 2005年2月1日 合併為能美市 |
| 湊村(1/2)                  | 1956年9月30日 併入根上町    |                             |                             |                                  |                                  | 2005年2月1日 合併為能美市 | 2005年2月1日 合併為能美市 |
| 福江村                     | 福江村                      | 1907年8月5日 合併為根上村   | 1934年4月1日 改制為根上町   | 1934年4月1日 改制為根上町        | 1934年4月1日 改制為根上町        | 2005年2月1日 合併為能美市 | 2005年2月1日 合併為能美市 |
| 江之島村                   |                             | 1907年8月5日 合併為根上村   | 1934年4月1日 改制為根上町   | 1934年4月1日 改制為根上町        | 1934年4月1日 改制為根上町        | 2005年2月1日 合併為能美市 | 2005年2月1日 合併為能美市 |
| 釜屋村                     |                             | 1907年8月5日 合併為根上村   | 1934年4月1日 改制為根上町   | 1934年4月1日 改制為根上町        | 1934年4月1日 改制為根上町        | 2005年2月1日 合併為能美市 | 2005年2月1日 合併為能美市 |
| 中島村                     | 中島村                      | 1907年8月5日 合併為川北村   | 1907年8月5日 合併為川北村   | 1907年8月5日 合併為川北村        | 1980年4月1日 改制為川北町        | 1980年4月1日 改制為川北町 | 1980年4月1日 改制為川北町 |
| 草深村                     |                             | 1907年8月5日 合併為川北村   | 1907年8月5日 合併為川北村   | 1907年8月5日 合併為川北村        | 1980年4月1日 改制為川北町        | 1980年4月1日 改制為川北町 | 1980年4月1日 改制為川北町 |
| 砂川村                     |                             | 1907年8月5日 合併為川北村   | 1907年8月5日 合併為川北村   | 1907年8月5日 合併為川北村        | 1980年4月1日 改制為川北町        | 1980年4月1日 改制為川北町 | 1980年4月1日 改制為川北町 |
| 別宮村                     | 別宮村                      | 1907年8月5日 合併為鳥越村   | 1907年8月5日 合併為鳥越村   | 1949年6月1日 石川郡鳥越村        | 1949年6月1日 石川郡鳥越村        | 2005年2月1日 合併為白山市 | 2005年2月1日 合併為白山市 |
| 河野村                     |                             | 1907年8月5日 合併為鳥越村   | 1907年8月5日 合併為鳥越村   | 1949年6月1日 石川郡鳥越村        | 1949年6月1日 石川郡鳥越村        | 2005年2月1日 合併為白山市 | 2005年2月1日 合併為白山市 |
| 吉原村                     |                             | 1907年8月5日 合併為鳥越村   | 1907年8月5日 合併為鳥越村   | 1949年6月1日 石川郡鳥越村        | 1949年6月1日 石川郡鳥越村        | 2005年2月1日 合併為白山市 | 2005年2月1日 合併為白山市 |
| 尾口村                     | 尾口村                      | 尾口村                      | 尾口村                      | 1949年6月1日 石川郡尾口村        | 1949年6月1日 石川郡尾口村        | 2005年2月1日 合併為白山市 | 2005年2月1日 合併為白山市 |
| 白峰村                     | 白峰村                      | 白峰村                      | 白峰村                      | 1949年6月1日 石川郡白峰村        | 1949年6月1日 石川郡白峰村        | 2005年2月1日 合併為白山市 | 2005年2月1日 合併為白山市 |
| 湊村(2/2)                  | 湊村(2/2)                   | 湊村(2/2)                   | 湊村(2/2)                   | 1954年11月1日 合併為石川郡美川町 | 1954年11月1日 合併為石川郡美川町 | 2005年2月1日 合併為白山市 | 2005年2月1日 合併為白山市 |
| 石川郡美川町               |                             |                             |                             | 1954年11月1日 合併為石川郡美川町 | 1954年11月1日 合併為石川郡美川町 | 2005年2月1日 合併為白山市 | 2005年2月1日 合併為白山市 |
| 石川郡蝶屋村               |                             |                             |                             | 1954年11月1日 合併為石川郡美川町 | 1954年11月1日 合併為石川郡美川町 | 2005年2月1日 合併為白山市 | 2005年2月1日 合併為白山市 |

## 註解
1. ↑  於1871年第一次設立的福井縣，與現在的福井縣沒有直接關係。